# I. e. 229
Évszázadok: i. e. 4. század – i. e. 3. század – i. e. 2. század
Évtizedek: i. e. 270-es évek – i. e. 260-as évek – i. e. 250-es évek – i. e. 240-es évek – i. e. 230-as évek – i. e. 220-as évek – i. e. 210-es évek – i. e. 200-as évek – i. e. 190-es évek – i. e. 180-as évek – i. e. 170-es évek
Évek: i. e. 234 – i. e. 233 – i. e. 232 – i. e. 231 –  i. e. 230 – i. e. 229 – i. e. 228 – i. e. 227 – i. e. 226 – i. e. 225 – i. e. 224

## Események

### Kis-Ázsia
- A pergamoni I. Attalosz a harpaszoszi csatában vereséget mér Antiokhosz Hierax seregére.

### Balkán
- Teuta illír királynő ostrom alá veszi a görög Epidamnosz városát, majd kudarca után Kerküra (Korfu) ellen indul. Az Akháj Szövetség a kerküraiak segítségére siet, de az illírek a paxoszi csatában megfutamítják hajórajukat. Kerküra ezután megadja magát.
- Róma az előző évi incidens után hadat üzen Teutának, kitör az első római-illír háború. Lucius Postumius Albinus és Gnaeus Fulvius Centumalus consulok átkelnek az Adrián és elűzik az illír hódítókat Kerküra, Epidamnosz, Apollónia és Pharosz városokból és környékükről, majd protektorátust alakítanak ki belőlük. A rómaiak ezután meghódoltatják az illírek ardiaei törzsét.
- Meghal II. Démétriosz makedón király. Utóda a tíz éves V. Philipposz, aki mellett Démétriosz unokaöccse, Antigonosz a régens.
- A római terjeszkedés miatt aggódó Antigonosz az illírekkel szövetkezik, bár a görög városállamok többsége az illír kalózokat leverő Róma felé húz.
- A Makedóniával szemben ellenséges Akháj Szövetség és Aitóliai Szövetség baráti kapcsolatokat létesít Rómával.
- Argosz csatlakozik az Akháj Szövetséghez. A szövetség vezetője, Aratosz segítséget nyújt Athénnak, hogy a Démétriosz halála miatt elbizonytalanodott makedón helyőrséget elküldje a városból.
- Spárta elfoglalja Tegea, Orkhomenosz és Mantinea városokat az Aitóliai Szövetségtől. Kitör a kleomenészi háború.

### Róma
- Lucius Postumius Albinust és Gnaeus Fulvius Centumalust választják consulnak.

### Kína
- Csin állam meghódítja Csao államot.

## Születések
- Lucius Aemilius Paullus Macedonicus, római államférfi és hadvezér

## Halálozások
- II. Démétriosz, makedón király
- Li Mu, Csao állam hadvezére

## Fordítás
- Ez a szócikk részben vagy egészben  a(z)   229 BC című angol Wikipédia-szócikk ezen változatának fordításán alapul.  Az eredeti cikk szerkesztőit annak laptörténete sorolja fel. Ez a jelzés csupán a megfogalmazás eredetét és a szerzői jogokat jelzi, nem szolgál a cikkben szereplő információk forrásmegjelöléseként.